# Arispe
Arispe és una població dels Estats Units a l'estat d'Iowa. Segons el cens del 2000 tenia 89 habitants.

## Demografia
Segons el cens del 2000, Arispe tenia 89 habitants, 42 habitatges, i 25 famílies. La densitat de població era de 66,1 habitants per km².
Dels 42 habitatges en un 21,4% hi vivien nens de menys de 18 anys, en un 59,5% hi vivien parelles casades, en un 2,4% dones solteres, i en un 38,1% no eren unitats familiars. En el 35,7% dels habitatges hi vivien persones soles el 23,8% de les quals corresponia a persones de 65 anys o més que vivien soles. El nombre mitjà de persones vivint en cada habitatge era de 2,12 i el nombre mitjà de persones que vivien en cada família era de 2,77.
Per edats la població es repartia de la següent manera: un 19,1% tenia menys de 18 anys, un 3,4% entre 18 i 24, un 21,3% entre 25 i 44, un 23,6% de 45 a 60 i un 32,6% 65 anys o més.
L'edat mediana era de 49 anys. Per cada 100 dones de 18 o més anys hi havia 94,6 homes.
La renda mediana per habitatge era de 25.000 $ i la renda mediana per família de 27.917 $. Els homes tenien una renda mediana de 16.250 $ mentre que les dones 14.167 $. La renda per capita de la població era d'11.999 $. Entorn del 17,4% de les famílies i l'11,7% de la població estaven per davall del llindar de pobresa.

## Poblacions més properes
El següent diagrama mostra les poblacions més properes.